# Saimaa
Saimaa (szw. Saima) – sieć jezior w Finlandii południowo-wschodniej, na Pojezierzu Fińskim na wysokości 75,7 m n.p.m. Głównymi jeziorami tworzącymi system Saimaa są: Etelä-Saimaa (właściwe Saimaa, dosł. południowe Saimaa), Pihlajavesi, Orivesi, Haukivesi, Puruvesi i Pyhäselkä.
- powierzchnia – 4400 km² (Saimaa właściwe – 1377 km²[2]), ponad 40-krotnie większa od jeziora Śniardwy
- głębokość maksymalna – 84 m (średnia – 17 m)
- objętość – 36 km³
- całkowita linia brzegowa – 14 850 km (najdłuższa na świecie jeziorna linia brzegowa)

Wysokie skaliste brzegi oraz wiele zalesionych wysp – ok. 14 tys. o łącznej powierzchni 660 km². 
Region Saimaa powstał w wyniku działania kontynentalnej pokrywy lodowej podczas ostatniego zlodowacenia. W efekcie wytopienia grubej na kilometr warstwy lodu powstał wyniesiony obszar, w którego zagłębieniach powstały jeziora regionu Saimaa.
Odwadniane przez rzekę Vuoksi do jeziora Ładoga, a przez Kanał Saimiański (o długości 42,5 km) połączone z Zatoką Fińską. 
Główne miasta nad Saimaa to Mikkeli, Lappeenranta, Savonlinna, Imatra. Łącznie ok. 60 portów. System wykorzystywany jest m.in. do spławu drewna.